# Bay Minette
Bay Minette é uma cidade localizada no estado americano do Alabama, no Condado de Baldwin.

## Demografia
Segundo o censo americano de 2000, a sua população era de 7820 habitantes. 
Em 2006, foi estimada uma população de 7697, um decréscimo de 123 (-1.6%).

## Geografia
De acordo com o United States Census Bureau, a localidade tem uma área de 20,8 km², dos quais 20,7 km² cobertos por terra e 0,1 km² cobertos por água.

## Localidades na vizinhança
O diagrama seguinte representa as localidades num raio de 32 km ao redor de Bay Minette. 